# بلوتشنيك
بلوتشنيك  ((بالصربية: Плочник)‏) هي قرية في بلدية بروكوبلج، في منطقة توبليكا،جمهورية صربيا. وفقا للتعداد السكاني في عام 2002 فانه يسكنها 182نسمة جميعهم من الصرب.
كانت موقعا تاريخيا ملحوظ عام 1386 حدثت معركة بلوتشنيك.بين السلطان العثماني مراد في غزو صربيا. الأمير الصربي لازار هريبيلجانوفيك قاد الجيشالصربي. الجيش العثماني تعرض لهزيمة. ومع ذلك، على الرغم من ضرب القوات التركية لا تزال قوية بما يكفي للتغلب نيش من الأمير على عودتهم.
منذ وقت ليس ببعيد، نشر الموقع الأوروبي للحفر والاثار في عام 2007 وجد في بلوسينكا. في موقع بيلوفيد، وقد وجد علماء الآثار أقدم الأدلة الحالية من النحاس صهر، التي يرجع تاريخها من بين 5500 قبل الميلاد إلى 5000 سنة قبل الميلاد. وهذا يدل على أن عمر النحاس بدأ ب500 سنة في وقت مما كان يعتقد سابقا، وربما في مكان ما بالقرب من هذه المنطقة.